# Jeff Baena

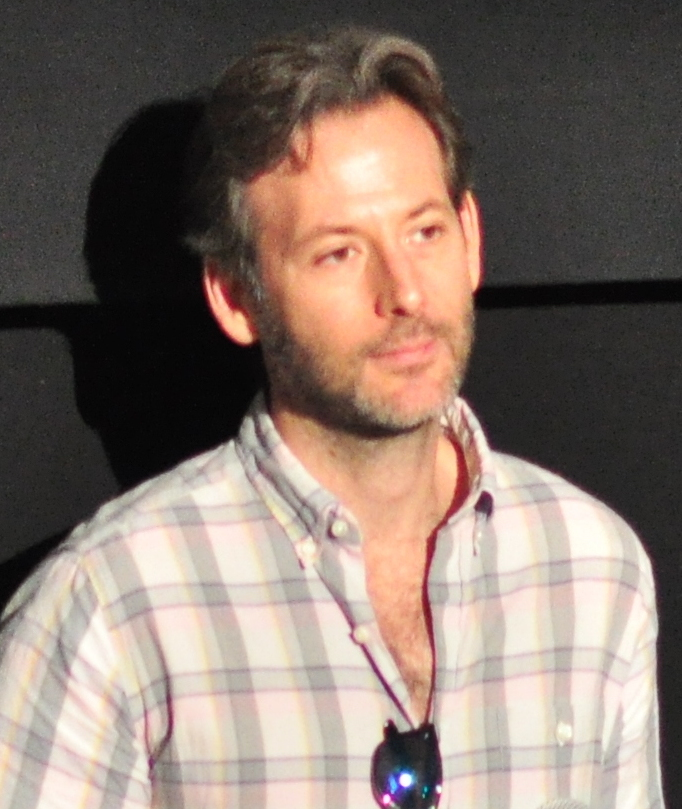
Jeff Baena (2017)

Jeff Baena (* 29. Juni 1977 in Miami, Florida; † 3. Januar 2025 in Los Angeles, Kalifornien) war ein US-amerikanischer Filmregisseur und Drehbuchautor.

## Leben
Jeff Baena wurde 1977 in Miami als einer von zwei Söhnen von Barbara und Scott Baena geboren. Neben seinem Bruder hat er eine Halbschwester und einen Halbbruder. Baena besuchte die Tisch School of the Arts der New York University.
Er arbeitete zunächst als Produktionsassistent für zwei Filme des Regisseurs Robert Zemeckis und später als Schnittassistenz für David O. Russell. Gemeinsam mit Russell schrieb er das Drehbuch zur Filmkomödie I Heart Huckabees, die Russell 2004 verfilmte. 2014 gab Baena sein Debüt als Regisseur mit der Zombiekomödie Life After Beth. 2015 folgte Joshy – Ein voll geiles Wochenende. Im Jahr 2017 drehte Baena die Nunsploitation-Komödie The Little Hours. Gemeinsam mit Alison Brie schrieb Baena das Drehbuch zum Drama Horse Girl, das Baena 2020 mit Brie in der Hauptrolle verfilmte. 2022 drehte Baena die Filmkomödie Spin Me Round, deren Drehbuch er wieder gemeinsam mit Alison Brie verfasst hatte.
Life After Beth und Joshy – Ein voll geiles Wochenende brachten Baena bei den Sundance Film Festivals 2014 und 2016 jeweils eine Nominierung für den Grand Jury Prize ein. Für The Little Hours war Baena bei den Chlotrudis Awards 2018 in der Kategorie Bestes adaptiertes Drehbuch nominiert. 
Baena war seit 2011 mit der Schauspielerin Aubrey Plaza liiert, 2020 heirateten sie. Laut Mitteilung des Coroner des Los Angeles County starb er am 3. Januar 2025 in seinem Zuhause im Alter von 47 Jahren durch Suizid.

## Filmografie
Drehbuchautor
- 2004: I Heart Huckabees
- 2014: Life After Beth
- 2015: Joshy – Ein voll geiles Wochenende (Joshy)
- 2017: The Little Hours
- 2020: Horse Girl
- 2021: Cinema Toast (Fernsehserie, 9 Episoden)
- 2022: Spin Me Round

Regisseur
- 2014: Life After Beth
- 2015: Joshy – Ein voll geiles Wochenende (Joshy)
- 2017: The Little Hours
- 2020: Horse Girl
- 2021: Cinema Toast (Fernsehserie, 1 Episode)
- 2022: Spin Me Round